# Ouyoun El Assafir
Ouyoun El Assafir (în arabă عيون العصافير) este o comună din provincia Batna, Algeria.
Populația comunei este de 11.503 locuitori (2008).